# Lepidiolamprologus kendalli
Lepidiolamprologus kendalli är en fiskart som först beskrevs av Max Poll och Stewart, 1977.  Lepidiolamprologus kendalli ingår i släktet Lepidiolamprologus och familjen Cichlidae. IUCN kategoriserar arten globalt som otillräckligt studerad. Inga underarter finns listade i Catalogue of Life.